# Win Mortimer
Pour les articles homonymes, voir Mortimer.
Win Mortimer (né le 1er mai 1919 à Hamilton et mort le 11 janvier 1998 à Carmel, État de New York) est un auteur de bande dessinée canadien qui a dessiné le comic strip Superman (en) de 1949 à 1956 dans le cadre d'une collaboration avec DC Comics qui a duré de 1945 à 1997. À partir de 1970, il a également travaillé pour Marvel Comics. Il a par ailleurs créé des comic strips pour la presse canadienne. Moins virtuose que de nombreux dessinateurs, Mortimer est avant tout un « artisan chevronné » du comic book, qui a occupé la période de transition entre les âge d'or et d'argent du comic book sur des titres importants, et traversé le XXe siècle sans jamais vraiment parvenir à se faire un nom.

## Biographie
James Mortimer naît à Hamilton. Son père, employé d'une société de lithographie, l'initie dès son plus jeune âge aux arts graphiques. Adolescent, il contribue régulière à la rubrique « Image et poésie » du Toronto Star, puis étudie à l'Art Students League à New York avant d'entrer dans l'armée au déclenchement de la Seconde Guerre mondiale.
De retour à la vie civile en 1943, Mortimer travaille pour le ministère de l'Information canadien, avant d'émigrer de nouveaux à New York en 1945 où il est rapidement engagé par DC Comics, éditeur de nombreux comic books de super-héros très populaires. Il dessine plusieurs histoires de Superman et Batman avant de devenir le dessinateur du comic strip Superman (en) en 1949. Il quitte néanmoins ce travail régulier en 1956 quand un syndicate accepte son comic strip David Crane. Durant cette période, Mortimer a été le plus prolifique des dessinateurs de couverture DC. À partir de 1949, il a également produit une page mensuelle de bande dessinée didactique écrite par la National Welfare Assembly.
En 1960, Mortimer arrête David Crane. De 1961 à 1968, il continue dans le comic strip avec Larry Brannon, publié dans le Toronto Star. Il reprend également à cette période son travail dans l'industrie du comic book, chez DC mais aussi chez Western à partir de 1965 et Marvel au début des années 1970. Outre des histoires de super-héros (Légion des Super-Héros, Supergirl, Plastic Man, Superman), il dessine de nombreuses histoires romantiques (dans Heart Throbs, Falling in Love, Girls' Romance, etc.), des histoires d'horreur (Stanley And His Monster,  Boris Karloff’s Tales of Mystery, etc.), des séries humoristiques (Scooter, Binky, Fat Albert, etc.), etc.
En 1983, Mortimer rejoint la société de Neal Adams Continuity Associates pour laquelle il réalise de nombreuses publicités et autres travaux de commande, dont des comic books religieux et des dessins de presse. Il continue également à travailler pour le comic book, mais réalise surtout des travaux de commande pour des titres peut prestigieux, comme Barbie (1992-1995). À l'été 1997, Mortimer apprend qu'il est atteint d'un cancer dont il meurt le 11 janvier 1998. Il demeurait à Carmel depuis environ 1950.

## Récompense
- 2006 : inscrit au temple de la renommée de la bande dessinée canadienne, pour l'ensemble de son œuvre
- 2023 : inscrit au temple de la renommée Will Eisner, pour l'ensemble de son œuvre[4]